# Deutsche Friedens-Union
La Deutsche Friedens-Union (DFU, Unión de Paz Alemana) fue un pequeño partido político de la Alemania Occidental.

## Historia
Tras la ilegalización del Partido Comunista de Alemania (KPD) en 1956, varias facciones del SPD más cercanas a la extrema izquierda intentaron organizar un nuevo movimiento comunista. El 17 de diciembre de 1960 en Stuttgart se fundó la Deutsche Friedensunion. Además del KPD (que continuaba con sus actividades a pesar de estar prohibido), también se unieron al movimiento varias otras organizaciones, entre ellas la Bund der Deutschen.
El partido estuvo en contra de la tenencia o utilización de armamento nuclear por el Bundeswehr y abogó por una política de desarme, y la distensión entre los dos bloques de la Guerra Fría. Su primera participación electoral tuvo lugar en las elecciones federales de 1961, donde sólo obtuvo el 1,9% de los votos, por debajo del umbral del 5 por ciento. La DFU fue acusada de ser una organización comunista y estar a favor del gobierno de Walter Ulbricht en la RDA. En las Elecciones federales de 1965, la DFU cayó al 1,3% de los votos. Después de la creación en 1968 del Partido Comunista Alemán (DKP), la DFU actuó como organización adjunta de este partido. En 1969, la DFU fue una de las organizaciones componentes de la Aktion Demokratischer Fortschritt (ADF), que en las elecciones federales de 1969 no sobrepasó el 0,6% de los votos.
La DFU recibía apoyo financiero y mensual de la RDA; en 1973 recibió 277.000 marcos. Dos días antes de su caída en 1989, se supo que Erich Honecker había otorgado una cantidad de 3,1 millones de marcos al partido. Posteriormente, la DFU perdió su condición de partido político y se convirtió en una asociación política. Después de la caída del comunismo en la RDA, la DFU, que dependía en gran medida de su financiación, cesó sus actividades. El último presidente de la DFU, Willi van Ooyen, fue elegido en 2008 como diputado del Landtag de Hesse por Die Linke.